# Маннино, Франко
Фра́нко Манни́но (итал. Franco Mannino; 25 апреля 1924, Палермо, Сицилия, Италия — 1 февраля 2005, Рим, Лацио, Италия) — итальянский композитор, дирижёр, пианист, оперный режиссёр и драматург.

## Биография
Учился игре на фортепиано у Ренцо Сильвестри. Дебютировал как пианист в 16-летнем возрасте. Много концертировал как в Италии так и в других странах (неоднократно в СССР). С 1941 года выступал как пианист, а с 1952 года уже как дирижёр. В 1982—1987 годах был художественным руководителем Оркестра Национального центра искусств. Писал музыку к кинофильмам, в частности много лет сотрудничал с режиссёром Лукино Висконти. Всего написал более 440 произведений.

## Сочинения

### Оперы
- Vivì (1957)
- «Надежда» / La speranza (1970)
- «Давидово колено» / La stirpe di Davide (1958, Рим)
- «Ночи страха» / Le notti della paura (1960)
- «Дьявол в саду» / Il diavolo in giardino (1963)
- «Луизелла» / Luisella (1962)
- Il quadro delle meraviglie (1962)
- «Портрет Дориана Грея» / Il ritratto di Dorian Gray (с 1973)
- Il principe felice (1987)
- Le teste scambiate (1988)

### Избранная фильмография
- 1951 — Самая красивая
- 1953 — Посрами дьявола
- 1954 — Римлянка
- 1956 — Беатриче Ченчи
- 1956 — Вампиры
- 1960 — Пират Морган
- 1974 — Семейный портрет в интерьере
- 1976 — Невинный
- 1979 — Человек на коленях
- 1981 — Убийственное безумие

## Награды
- 1976 — Премия «Давид ди Донателло» за лучшую музыку («Невинный»)